# قائمة اليشيفات والمدراشات المدارس العبرية في إسرائيل والضفة الغربية
هذه قائمة بالمدارس الدينية، والمدارس التعليمية، والمدارس العبرية في إسرائيل والضفة الغربية.
في اليهودية الأرثوذكسية، اليشيفا (بالعبرية: ישיבה‏) هي مؤسسة تعليمية يتعلم فيها الرجال التوراة والتلمود ويطورون شخصياتهم. وعادة ما يقود اليشيفا حاخام يُدعى روش يشيفا (رئيس اليشيفا). المدراش (بالعبرية: מדרשה‏) أو المدرسة الدينية النسائية هي مؤسسة تعليمية مكافئة للنساء اليهوديات. في اليهودية المحافظة واليهودية الإصلاحية، يدرس الرجال والنساء معًا في اليشيفات.

## اليشيفات
- يشيفا أور يروشالايم
- يشيفا هيشال إيلياهو
- هاييشيفا هاييجوفا
- هيشال هاتورا بيزيون
- كلية القدس للتكنولوجيا
- معالي إفرايم هيسدر يشيفا
- ماخون بنياه يشيفا
- مركز هرتسوغ
- عطيرت كوهنيم
- يشيفا أيليت إييلات
- يشيفا بات عين
- يشيفا تورات شاييم
- يشيفا ميركاز هاتورا
- أور يروشالايم
- ميسيفتا آدامز ديدارنو
- يشيفا حوفيتس شاييم
- يشيفا بيت أوروت
- يشيفات بيت نوحوم - تلز ستون
- يشيفات ليغ تفويت ليف - بيت مئير
- ميسيفتا ستاركمان دجونز
- يشيفا بني عكيفا
- يشيفا حمدات يهودا
- يشيفا داركي تارا
- يشيفا جدولا رامات شلومو
- يشيفات هار إتسيون
- يشيفا هدراس يروشالايم
- يشيفا هغولان
- يشيفا هار همور
- يشيفا هيسدر عكو
- يشيفا هيسدر حولون
- يشيفا هيسدر كيرني شمرون
- يشيفا هيسدر نهاريا
- يشيفا هيسدر معالي إفرايم
- يشيفا هيسدر سديروت
- يشيفا هيسدر رامات yان
- يشيفات إيتري
- يشيفا كفار هارواه
- يشيفا كهيلات يعقوب
- يشيفا كيريات ملاخي
- يشيفا كيريات موشيه
- يشيفا معالي جلبوع
- مركاز هاراف)
- يشيفا نير يعقوب
- يشيفا نيفي أريتز
- يشيفا نيفي ديكليم
- يشيفا أور إلكونون
- يشيفا أور تسيون
- يشيفا أور فيشوا
- يشيفا أتنيل
- يشيفا بيتح تكفا
- يشيفا رحوفوت
- يشيفا ريشون لتسيون
- يشيفات ريشيس يروشالايم
- يشيفا شعاليم
- يشيفا شالوم راف
- يشيفا تكوع
- يشيفا تورات ناحال
- يشيفا تورات منهيجا
- يشيفا تورات شراغا
- يشيفا تزرابا مرابانان
- مخينة بيت إسرائيل
- مخينة حمدات يهودا
- مخينة إيخانتون
- مخينة إليشا
- مخينة يعيد
- نحال حريدي نتساح يهودا
- نحال نوفيا كوليل تسفات
- نيفي تسيون
- أور صمياح، القدس
- معهد برديس للدراسات اليهودية
- معهد شختر اليهودي
- مؤسسات تيفيريت تسفي
- تورا لماس
- معهد تزوميت
- يشيفا عتريت يروشالايم
- يشيفا بيس يسروئيل
- يشيفا بيت هوروت هار الزيتيم
- يشيفا بيت يوسف
- يشيفا بيركات موشيه
- يشيفا بريسلاف، بني براك
- يشيفا حاباد تسفات
- يشيفا تشيرنوبيلي
- يشيفا حزون نحوم
- يشيفا ديرخ هتلمود
- يشيفا دفير يروشالايم
- يشيفا إريتز هتزفي
- يشيفا هاكوتل
- يشيفا هار براخا
- يشيفا هيشال هاتورا
- مدرسة يشيفا الثانوية بسوسيا
- يشيفا كاف هحايم
- يشيفا كريات شمونا
- يشيفا ليف أهارون
- يشيفا ليف آريه
- يشيفا ليف هاتورا
- يشيفا لومدي تارا
- يشيفا معالي جلبوع
- يشيفا معالوت
- يشيفا مربي تارا
- يشيفا مدراش شموئيل
- يشيفا مغدال هاتورا
- يشيفا نيتيفوت أهرون
- يشيفا نيتيفوت حاييم، بني براك
- يشيفا أور أبراهام
- يشيفا أور دافيد
- يشيفا أور تميميم
- يشيفا أور تسيون
- يشيفا أور فيشوا
- يشيفا أور يروشالايم
- يشيفا أتنيل
- يشيفا بيتح تكفا
- مركز يشيفا ريشيت
- يشيفا روح حاييم
- يشيفا شعاليم
- يشيفا شعاري حاييم
- يشيفا شعاري مبسيرت صهيون
- يشيفا شالوم راف
- يشيفا شالوم تزات
- يشيفا شعفي حبرون
- يشيفا سيمحات شلومو
- يشيفا سلم يعقوب
- يشيفا تكوع
- يشيفا تميمي ديرخ
- يشيفا تيفيريت يروشالايم
- يشيفا تيفيريت شاييم
- يشيفا تورات إيميس حاباد لوبافيتش
- يشيفا تورات شراغا
- يشيفا تورات يوسف
- يشيفا تزييري هاشلوخيم تسفات (حاباد)
- يشيفا يشلاتز
- يشيفا يسود هاتورا
- يشيفا يسودي هاتورا
- يشيفا يشري ليف
- يشيفا زيف هاتورا
- يشيفا زخرون دافيد

### يشيفات هيسدر
- هار همور
- معالي إفرايم يشيفا هيسدر
- يشيفات مير هرئيل هيسدر
- ميركاز هاراف
- يشيفات بيركات موشيه
- يشيفات إريتز هتزفي
- يشيفات هاهيسدر يروحم
- يشيفات هاكوتل
- يشيفات هار براخا
- يشيفات هار إتسيون
- يشيفات هيسدر ألون موريه
- يشيفات هيسدر بيتح تكفا
- يشيفا هيسدر سديروت
- يشيفا هيسدر تيفاهوت
- يشيفا هيسدر يروحم
- يشيفات كيريم بيفنه
- يشيفات معالوت
- يشيفات أور إتسيون
- يشيفات أور فيشوا
- يشيفات أتنيل
- يشيفات شعاليم
- يشيفات شيلو

### يشيفات في بني براك
- يشيفات بونيفيج
- كوليل حازون إش
- مربي تارا
- يشيفات بونيفيج
- يشيفات سلابودكا (بني براك)

### يشيفات في القدس
- أيش ها توراه
- عتريت كوهانيم
- بيس هاتلمود
- كنيس بيت إيل
- بيت يعقوب القدس
- بيركاس هاتورا
- ديرخ إتس حاييم
- يشيفا الشتات
- دفير يروشالايم
- يشيفا المحافظة
- يشيفات إريتز هتزفي
- معهد إريتز همداه
- يشيفات إتس حاييم
- مركز فوشبيرغ
- يشيفات هاكوتل
- هار همور
- معهد هاري فيشيل للبحث التلمودي
- كلية الاتحاد العبري-المعهد اليهودي للأديان
- هيشال هاتورا بيزيون
- كسير تارا رادومسك
- كل تارا
- ليكيوود إيست
- ماخون مير
- ماخون شلومو - معهد هايدن
- ماخون يعقوب
- مايانو
- يشيفا ميه شيعاريم وتلمود تارا
- مدراش حاييم
- مركاز هاراف
- ميركاز هاتورا
- يشيفات مدراش شموئيل
- يشيفات مير (القدس)
- أور صمياح، القدس
- يشيفا بفاد يتسحاك
- يشيفات بورات يوسف
- يشيفات بريسبرج (القدس)
- يشيفات صفاس إيمس
- يشيفات شعاري شمائيم
- يشيفا شابيل دارخي نوعم
- شوفو بونيم
- تورا أور
- تورا تيك
- تورات إيميس حاباد لوبافيتش
- يشيفا أدرات هاتورا
- يشيفا تورات موشيه
- يشلاتز
- يشيفا أور إلكونون (القدس)
- يشيفات بيس يسروئيل
- يشيفات إيتري
- يشيفا كنيسيت أفراهام
- يشيفات أدرات إلياهو
- يشيفات نيتيف أرييه
- يشيفات أور دافيد
- يشيفات تيفيريت يسروئيل حاييم
- يشيفا تورات وعافوداه

### يشيفات في الضفة الغربية
- يشيفات بيت إيل
- مغدال أوز (مدراش)
- مير برخفيلد
- أود يوسف حاي
- يشيفات بيركات موشيه
- يشيفات هميفتر
- يشيفات هار براخا
- يشيفات هار إتسيون

### يشيفات صهيونية
- يشيفا هيسدر أهفات إسرائيل
- يشيفات ليف هاتورا
- يشيفات تورات حايم

## ميخينات
- مخينة بني دافيد إيلي
- مخينة قشط يهودا
- مخينة كيريات ملاخي
- مخينة ماجين شاؤول
- مخينة معيان باروخ
- مخينة نحشون النقب
- مخينة كول عمي

## المدراشات
- أيليت هاشار
- بيت يعقوب القدس
- مدرسة بنات بيت يعقوب
- بنات أبيجايل
- بنات باتشيفا
- بنات حفا
- بنات سارة
- إياهات
- مدرسة بنات بيت يعقوب
- ماخون بنات يهودا (BYA)
- ماخون جولد
- ماخون أوراه
- ماخون رايا
- مدرشات أفيف
- مدرشات بينات
- مدرشات هاروفا
- مدرشات ليندنباوم
- مدرشات معاماكيم
- مدرشات سينترز
- مدرشات راحيل وحايا
- مغدال أوز (مدراش)
- نيفي يروشالايم
- مركز بير ميريام
- بيت حنا، صفد
- بيت مدراش مغدال أوز نسخة محفوظة 2 أكتوبر 2018 على موقع واي باك مشين.
- بيت ألوث، القدس[وصلة مكسورة]
- بيت يعقوب القدس
- بنات حنا، بيت شيمش
- معهد بنوت توراة، القدس
- كلية التربية إيمونا
- إيمونا توراة آرت
- معهد إيشيل السفاردية للنساء
- كلية إياهات للنساء
- إيغود هالمدراشوت
- مدرسة شيرات ديفورا
- نيفي حداسا للنساء
- كلية نيفي يروشالايم
- نشمت، مركز النساء اليهوديات
- معتان هشارون نسخة محفوظة 29 ديسمبر 2022 على موقع واي باك مشين.
- ماخال مخللا
- ماخون ألتي حاباد
- برنامج ماخون معيان
- مايانو برنامج تعلم النساء
- ماخون روني ، القدس
- ماخون شوشانات يروشالايم
- ماخون تال، جيفات شاؤول، القدس
- مايعانوت سِم
- كلية ميفاسرت يروشالايم
- مدراشة للدراسات التلمودية المتقدمة، جامعة بار إيلان [وصلة مكسورة]
- مدراشة إفراتا
- مدراشة مخللا نسخة محفوظة 2 أغسطس 2021 على موقع واي باك مشين.
- مدراشة تلبيوت
- مدرشات عكو
- مدرشات أمِت
- مدرشات أفيف
- مدرشات شيرات حبرون نسخة محفوظة 9 أغسطس 2024 على موقع واي باك مشين.
- مدرشات بيت صهيون
- مدرشات بيروت بات عين
- مدرشات بينات نسخة محفوظة 2 أغسطس 2014 على موقع واي باك مشين.
- مركز مدرشات ديفورا[وصلة مكسورة]
- مدرشات عين هناتزيف نسخة محفوظة 2012-05-12 على موقع واي باك مشين.
- مدرشات إيمونا
- مدرشات هاروفا
- مدرشات حبرون
- مدرشات موريا نسخة محفوظة 8 فبراير 2012 على موقع واي باك مشين.
- مدرشات ليندنباوم
- مدرشات راحيل شابيل نسخة محفوظة 26 أكتوبر 2014 على موقع واي باك مشين.
- مدرشات شوفا
- مدرشات تل حي
- مدرشات تهيلا، يروشالايم
- مدرشات تزفيا، يروشالايم
- مدرشات يعيد، القدس
- مركز أور حايا، القدس نسخة محفوظة 30 يوليو 2019 على موقع واي باك مشين.
- كلية أوروت هاجليل
- مدرسة بلخ، القدس[وصلة مكسورة]
- بنينيم كيريات موشيه
- كلية المعلمين الأكاديمية الدينية شعنان
- مركز بيدينة للنساء
- شلفيم مدرشات للنساء
- كلية شيريم للنساء
- شوشانات يروشالايم
- مركز تيفيريت بيت شيمش
- معهد تومر ديفورا
- أكاديمية توراة للبنات نسخة محفوظة 30 أبريل 2025 على موقع واي باك مشين.
- توراة ريفا يروشالايم نسخة محفوظة 13 أكتوبر 2024 على موقع واي باك مشين.

## المدارس العبرية الإسرائيلية
- مركز آيس الأكاديمي
- مدرسة بيت مرجليت العبرية
- المدرسة الديمقراطية في الخضيرة
- مدرسة كيرن هاييلد العبرية نسخة محفوظة 20 نوفمبر 2011 على موقع واي باك مشين.
- روضة غان يهوديت نسخة محفوظة 22 أغسطس 2012 على موقع واي باك مشين.
- نحال نوفيا ميكور حوخما
- مدرسة نيفي شموئيل للبنين الثانوية
- مدرسة ماكور هاتيكفا العبرية نسخة محفوظة 26 سبتمبر 2024 على موقع واي باك مشين.
- مدرسة شالوم هارتمان العبرية
- مدرسة شفوت راحيل العبرية
- تلمود تارا ماجن أفوت نسخة محفوظة 22 أغسطس 2012 على موقع واي باك مشين.
- تلمود تارا بينسك كارلين نسخة محفوظة 21 يناير 2025 على موقع واي باك مشين.
- تلمود تارا راف بيئاليم[وصلة مكسورة]
- تلمود تارا توراة أولام نسخة محفوظة 2 يناير 2025 على موقع واي باك مشين.
- تلمود تارا يعقوب يوسف نسخة محفوظة 21 يناير 2025 على موقع واي باك مشين.
- تلمود تارا زيف هاتورا نسخة محفوظة 1 أغسطس 2021 على موقع واي باك مشين.
- أكاديمية توراة يروشالايم نسخة محفوظة 30 أبريل 2025 على موقع واي باك مشين.
- يشيفا كتانا كيريات بريسلاف نسخة محفوظة 25 أغسطس 2012 على موقع واي باك مشين.